# Ahmed Ben Saïd Jaffar
Pour les articles homonymes, voir Ben Saïd et Jaffar.
Ahmed Saïd Jaffar (né le 26 août 1966 à Mutsamudu), est un homme politique comorien.

## Carrière
Ahmed Ben Saïd Jaffar obtient un DEA en linguistique et didactique des langues à l'université Stendhal (Grenoble III) en France. 
Il occupe les postes de Directeur général adjoint du Centre National de Documentation et de Recherche Scientifique (CNDRS), Directeur Général des Ressources Humaines au Ministère de l'Éducation Nationale, Secrétaire général du Gouvernement, Conseiller Technique auprès du Ministre de l'Éducation Nationale, Spécialiste en élaboration des Programmes à l'Office de la Formation Technique et Professionnelle et Expert en éducation à la Cellule d’Appui à l'Ordonnateur National du Fonds européen de développement. 
Il est ministre des Affaires étrangères des Comores du 28 mai 2006 au 26 mai 2010. 
En novembre 2017, il est nommé directeur général de l'Office de radio et télévision des Comores (ORTC) ; il quitte ses fonctions le 12 juillet 2019, remplacé par Salim Mahamoud Hafi ; cela est dû à sa nomination au poste de Ministre des Postes, des Télécommunications et de l'Information.